# 兵曹參軍
兵曹参军，又称司兵参军，有時簡稱兵曹，六曹之一，掌管军防、驿传、仪仗等事。
漢代即有兵曹從事史，是司隶的属官。隋代各州皆設有兵曹参军。唐代诸卫府、东宫诸率府、王府均設有兵曹參軍，在府称“兵曹参军”，在州称“司兵参军”。杜如晦即曾任秦王府兵曹參軍。